# Nový Svět (Harrachov)
Nový Svět (německy Neuwelt) je část města Harrachov v okrese Jablonec nad Nisou. Je zde evidováno 307 adres. Trvale zde žije 1131 obyvatel.
Nový Svět leží v katastrálním území Harrachov o výměře 36,63 km2.

## Osobnosti
- Rudolf Jedlička (1869–1926), v Novém Světě vlastnil vilu, kam jezdil odpočívat a kde prožil závěr života